# Karansi
Karansi è una circoscrizione rurale (rural ward) della Tanzania situata nel distretto di Siha, regione del Kilimangiaro. Conta una popolazione di 11 394 abitanti (censimento 2012).